# Torneo de Houston 2013
El Torneo de Houston 2013 o U.S. Men's Clay Court Championships 2013 es un torneo de tenis jugado sobre polvo de ladrillo. Esta es la edición número 45 y pertenece a los torneos ATP World Tour 250. Toma lugar en River Oaks Country Club en Houston, Texas, Estados Unidos, desde el 8 de abril hasta el 14 de abril de 2013.

## Cabeza de serie

### Individual
| Tenista           | Ranking | Preclasificado |
| Nicolás Almagro   | 12      | 1              |
| Tommy Haas        | 14      | 2              |
| Juan Mónaco       | 19      | 3              |
| Sam Querrey       | 20      | 4              |
| John Isner        | 23      | 5              |
| Fernando Verdasco | 30      | 6              |
| Paolo Lorenzi     | 57      | 7              |
| Leonardo Mayer    | 62      | 8              |

### Dobles
| Tenista                          | Ranking | Preclasificado |
| Bob Bryan Mike Bryan             | 2       | 1              |
| Santiago González Scott Lipsky   | 61      | 2              |
| Treat Conrad Huey Dominic Inglot | 65      | 3              |
| Johan Brunstrom Raven Klaasen    | 109     | 4              |

## Campeones

### Individual
Nicolás Almagro vs  John Isner

### Dobles
Jamie Murray /  John Peers vencieron a  Bob Bryan /  Mike Bryan por 1-6, 7-6(7-3), [12-10]